# Sakura Haruno
Sakura Haruno és un personatge de ficció de la sèrie Naruto de manga i anime creada per Masashi Kishimoto Sakura està representat com un kunoichi afiliat a Konohagakure (木ノ葉隠れの里) i una part de la Team 7, que consta d'ella mateixa, Naruto Uzumaki, Sasuke Uchiha, i el seu sensei Kakashi Hatake A més de la sèrie principal, Sakura ha aparegut en diverses peces dels mitjans de comunicació Naruto, sobretot el spin-off Naruto: The Seventh Hokage and the Scarlet Spring (2015) i la seqüela Boruto: Naruto Next Generations (2016) on es va casar amb Sasuke Uchiha prenent el nom de Sakura Uchiha i és la mare de la seva filla, Sarada Uchiha.

## Creació i concepció
Tot i que Sakura Haruno és el personatge femení més recurrent de Naruto, Masashi Kishimoto originalment no tenia la intenció que Sakura fos l'heroïna de la sèrie. Kishimoto va atribuir això al fet que no era capaç de dibuixar bons personatges d'heroïna i va fer que la Sakura fos una noia que no podia entendre els homes, el millor exemple d'heroïna que se li podia inventar. La creació de Sakura és el resultat del desig de Kishimoto de fer un personatge una mica irritant i ben intencionat. entre totes les persones, donant-li així una sensació d'humanitat real. Quan se li va preguntar en una entrevista si hi havia alguna cosa sobre els antecedents de Sakura que no hagués revelat, Kishimoto va explicar que mai no havia pensat en això, ja que Sakura és una "noia normal". Els lectors sovint li han preguntat a Kishimoto per què ho va fer no mostrar els pares de la Sakura fins a la pel·lícula Road to Ninja: Naruto the Movie. En resposta, va dir que això no seria entretingut, ja que Sakura no pertanyia a cap clan a diferència d'altres personatges, de manera que els seus pares eren civils.
Quan va dissenyar Sakura, Kishimoto es va centrar en la seva silueta i va crear un vestit el més senzill possible. Es tracta d'una divergència dels altres personatges principals de la sèrie, els vestits dels quals són molt detallats. Les polaines són l'aspecte més notable del seu disseny, ja que estan pensades per demostrar que és molt activa. Al començament de la sèrie, els seus polaines s'estenen per sota dels genolls i s'assemblaven molt a pantalons. A mesura que avançava la Part I, les polaines es van fer cada cop més curtes i ajustades. Semblant a la seva inexperiència en dibuixar heroïnes, A Kishimoto li faltava l'experiència necessària per fer que la Sakura fos "guapa" quan va començar a dibuixar-la; encara que va donar a entendre que la seva aparença s'havia tornat més maca des d'aleshores, Kishimoto i gran part del personal del manga de Naruto van coincidir que Sakura havia estat "lluny de ser simpàtica" al començament de la sèrie. En retrospectiva, va trobar Sakura un dels personatges més difícils de dibuixar , al costat de Sasuke Uchiha. Kishimoto va planejar per primera vegada el romanç de Sasuke i Sakura a la producció inicial de Naruto. Pel que fa als sentiments de Sakura per Sasuke, Kishimoto va intentar escriure'ls el més realista possible, però va acabar rebent queixes de noies joves sobre ella.